# Willers Gård
Willers Gård er en gammel købmandsgård fra 1729 bygget til Jens Marcussen Willer, beliggende i købstaden Rødby på Lolland. Gården har siden 1964 været fredet.
Bygningen fungerer i dag som Rødbys turistbureau.